# Anomalía magnética

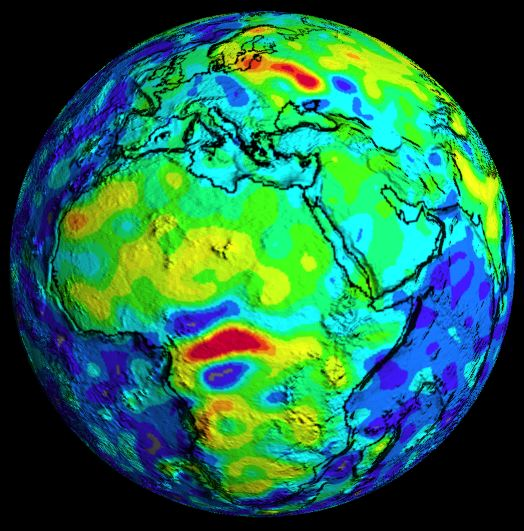
La anomalía magnética de Bangui en África central y la anomalía magnética de Kursk en Europa oriental (ambas en rojo)

En geofísica, una anomalía magnética es una variación local del campo magnético terrestre resultante de variaciones en la química o el magnetismo de las rocas. La cartografía de la variación en una zona es valiosa para detectar estructuras ocultas por el material suprayacente. La variación magnética (inversiones geomagnéticas) en bandas sucesivas del fondo oceánico paralelas a las dorsales oceánicas centrales fue una prueba importante de la propagación del fondo marino, un concepto fundamental para la teoría de la tectónica de placas. 

## Medición
Las anomalías magnéticas suelen ser una pequeña fracción del campo magnético. El campo total oscila entre 25.000 y 65.000 nanoteslas (nT). Para medir las anomalías, los magnetómetros necesitan una sensibilidad de 10 nT o menos. Existen tres tipos principales de magnetómetros utilizados para medir anomalías magnéticas.:162-164:77-79 
El magnetómetro de puerta de flujo se desarrolló durante la Segunda Guerra Mundial para detectar submarinos.:75 Mide la componente a lo largo de un eje concreto del sensor, por lo que necesita estar orientado. En tierra suele orientarse verticalmente, mientras que en aviones, barcos y satélites suele orientarse de modo que el eje esté en la dirección del campo. Mide el campo magnético de forma continua, pero deriva con el tiempo. Una forma de corregir la deriva es realizar mediciones repetidas en el mismo lugar durante el sondeo:163-165:75-77 
El magnetómetro de precesión de protones mide la intensidad del campo, pero no su dirección, por lo que no es necesario orientarlo. Cada medición dura un segundo o más. Se utiliza en la mayoría de las prospecciones del terreno, excepto en sondeos y prospecciones con gradiómetros de alta resolución:163-165:77-78 
Los magnetómetros de bombeo óptico, que utilizan gases alcalinos (más comúnmente rubidio y cesio) tienen altas frecuencias de muestreo y sensibilidades de 0,001 nT o menos, pero son más caros que los otros tipos de magnetómetros. Se utilizan en satélites y en la mayoría de los estudios aeromagnéticos:78-79 

## Adquisición de datos

### En tierra
En los sondeos terrestres, las mediciones se realizan en una serie de estaciones, normalmente separadas entre sí entre 15 y 60 metros. Normalmente se utiliza un magnetómetro de precesión de protones que suele estar montado en un poste. La elevación del magnetómetro reduce la influencia de los pequeños objetos ferrosos desechados por el hombre. Para reducir aún más las señales no deseadas, los topógrafos no llevan objetos metálicos como llaves, cuchillos o brújulas, y se evitan objetos como vehículos de motor, vías de ferrocarril y alambradas. Si se pasa por alto algún contaminante de este tipo, puede aparecer como un pico agudo en la anomalía, por lo que estos elementos se tratan con recelo. La principal aplicación de las prospecciones terrestres es la búsqueda detallada de minerales:16

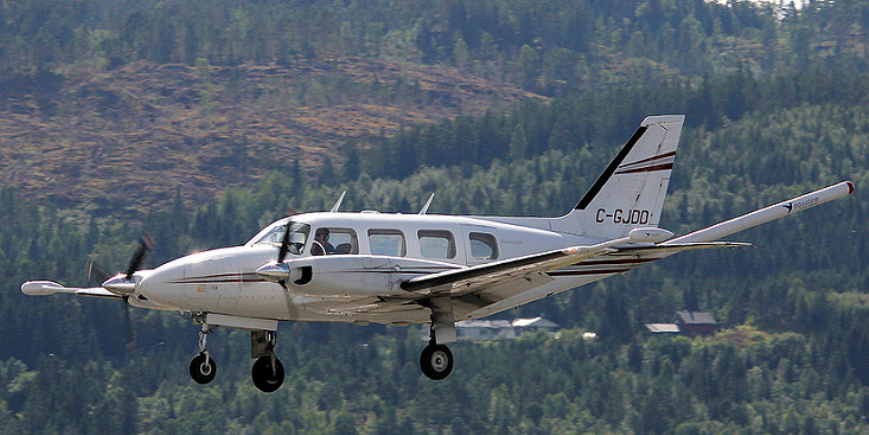
Avión modificado, equipado con un brazo y extensiones alares, en los que se instalan magnetómetros.

### Aeromagnético
Los estudios magnéticos aerotransportados se utilizan a menudo en prospecciones petrolíferas para obtener información preliminar para los estudios sísmicos. En algunos países, como Canadá, las agencias gubernamentales han realizado estudios sistemáticos de grandes zonas. La prospección suele consistir en realizar una serie de recorridos paralelos a una altura constante y con intervalos de entre cien metros y varios kilómetros. Estos recorridos se cruzan ocasionalmente con líneas de enlace, perpendiculares a la prospección principal, para detectar errores. El avión es una fuente de magnetismo, por lo que los sensores se montan en un brazo (como en la figura) o se remolcan con un cable. Los sondeos aeromagnéticos tienen una resolución espacial menor que los sondeos terrestres, pero esto puede ser una ventaja para un sondeo regional de rocas más profundas:166:81-83  

### A bordo de buques
En los sondeos a bordo de buques, se remolca un magnetómetro unos cientos de metros detrás del barco en un dispositivo denominado "pez". El sensor se mantiene a una profundidad constante de unos 15 m. Por lo demás, el procedimiento es similar al utilizado en los sondeos aeromagnéticos:167:83 

### Nave espacial
El Sputnik 3 de 1958 fue la primera nave espacial en llevar un magnetómetro:155 En el otoño de 1979, el Magsat fue lanzado y operado conjuntamente por la NASA y el USGS hasta la primavera de 1980. Contaba con un magnetómetro escalar de vapor de cesio y un magnetómetro vectorial fluxgate. CHAMP, un satélite alemán, realizó mediciones precisas de la gravedad y el magnetismo entre 2001 y 2010 Un satélite danés, Ørsted, se lanzó en 1999 y sigue en funcionamiento, mientras que la misión Swarm de la Agencia Espacial Europea consiste en una "constelación" de tres satélites que se lanzaron en noviembre de 2013.

## Reducción de datos
Las mediciones magnéticas requieren dos correcciones principales. La primera consiste en eliminar las variaciones a corto plazo del campo procedentes de fuentes externas; por ejemplo, las variaciones diurnas que tienen un periodo de 24 horas y magnitudes de hasta 30 nT, probablemente procedentes de la acción del viento solar sobre la ionosfera.:72 Además, las tormentas magnéticas pueden tener magnitudes pico de 1000 nT y pueden durar varios días. Su contribución puede medirse volviendo repetidamente a una estación base o disponiendo de otro magnetómetro que mida periódicamente el campo en un lugar fijo:167  
En segundo lugar, dado que la anomalía es la contribución local al campo magnético, hay que restarle el campo geomagnético principal. Para ello se suele utilizar el Campo Geomagnético Internacional de Referencia. Se trata de un modelo matemático a gran escala y promediado en el tiempo del campo terrestre basado en mediciones de satélites, observatorios magnéticos y otros estudios:167 
Algunas correcciones necesarias para las anomalías gravitatorias son menos importantes para las anomalías magnéticas. Por ejemplo, el gradiente vertical del campo magnético es de 0,03 nT/m o menos, por lo que generalmente no es necesaria una corrección de elevación:167  

## Interpretación

### Contexto teórico
| Susceptibilidades magnéticas de rocas y minerales comunes: 74 | Susceptibilidades magnéticas de rocas y minerales comunes: 74 |
| Tipo                                                          | Susceptibilidad ({\displaystyle \times 10^{-3}} SI)           |
| ------------------------------------------------------------- | ------------------------------------------------------------- |
| Sedimentario                                                  |                                                               |
| Calizas                                                       | 0-3                                                           |
| Areniscas                                                     | 0-20                                                          |
| Shale                                                         | 0.01-15                                                       |
| Ígneas                                                        |                                                               |
| Basalto                                                       | 0.2-175                                                       |
| Gabro                                                         | 1-90                                                          |
| Granito                                                       | 0-50                                                          |
| Riolita                                                       | 0.2-35                                                        |
| Metamórfico                                                   |                                                               |
| Gneis                                                         | 0.1-25                                                        |
| Serpentina                                                    | 3-17                                                          |
| Pizarra                                                       | 0-35                                                          |
| Minerales                                                     |                                                               |
| Grafito                                                       | 0.1                                                           |
| Cuarzo                                                        | -0.01                                                         |
| Carbón                                                        | 0.02                                                          |
| Arcillas                                                      | 0.2                                                           |
| Pirrotita                                                     | 1-6000                                                        |
| Magnetita                                                     | 1200-19200                                                    |

La magnetización en la roca estudiada es la suma vectorial de la magnetización inducida y remanente:
{\displaystyle \mathbf {M} =\mathbf {M} _{\text{i}}+\mathbf {M} _{\text{r}}.}
La magnetización inducida de muchos minerales es el producto del campo magnético ambiente y su susceptibilidad magnética. χ:
{\displaystyle \mathbf {M} _{\text{i}}=\chi \mathbf {H} .}
En la tabla se indican algunas susceptibilidades.
Los minerales que son diamagnéticos o paramagnéticos sólo tienen una magnetización inducida. Los minerales ferromagnéticos, como la magnetita, también pueden tener una magnetización remanente o remanencia. Esta remanencia puede durar millones de años, por lo que puede estar en una dirección completamente distinta a la del campo terrestre actual. Si existe remanencia, es difícil separarla de la magnetización inducida, a menos que se midan muestras de la roca. La relación de las magnitudes, Q = Mr/Mi, se denomina relación de Koenigsberger.:172-173

### Modelización de anomalías magnéticas
La interpretación de las anomalías magnéticas se suele realizar cotejando los valores observados y modelados del campo magnético anómalo. Un algoritmo desarrollado por Talwani y Heirtzler(1964) (y profundizado por Kravchinsky, 2019) trata tanto las magnetizaciones inducidas como las remanentes como vectores y permite la estimación teórica de la magnetización remanente a partir de las trayectorias de vagabundeo polar aparente existentes para diferentes unidades tectónicas o continentes.

## Aplicaciones

### Franjas del fondo oceánico

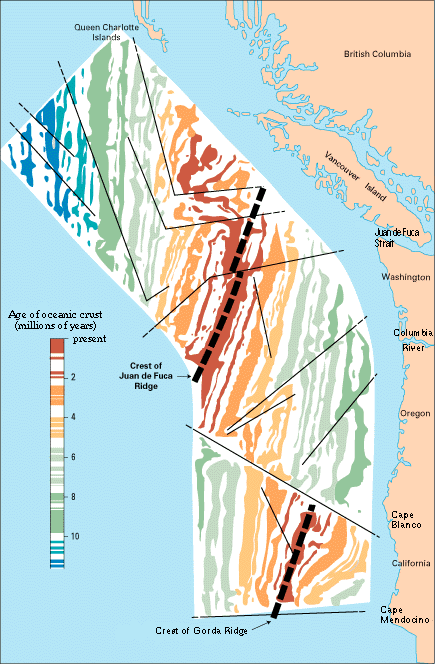
Anomalías magnéticas alrededor de las dorsales Juan de Fuca y Gorda, frente a la costa occidental de Norteamérica, codificadas por colores según su antigüedad.

Los estudios magnéticos sobre los océanos han revelado un patrón característico de anomalías en torno a las dorsales oceánicas. Se trata de una serie de anomalías positivas y negativas en la intensidad del campo magnético, que forman franjas paralelas a cada dorsal. A menudo son simétricas con respecto al eje de la dorsal. Las franjas suelen tener decenas de kilómetros de ancho y las anomalías son de unos cientos de nanoteslas. La fuente de estas anomalías es principalmente la magnetización permanente transportada por los minerales de titanomagnetita del basalto y los gabros. Se magnetizan cuando se forma la corteza oceánica en la dorsal. A medida que el magma asciende a la superficie y se enfría, la roca adquiere una magnetización termoremanente en la dirección del campo. A continuación, el movimiento de las placas tectónicas aleja la roca de la dorsal. Cada cientos de miles de años, la dirección del campo magnético se invierte. Así pues, el patrón de rayas es un fenómeno global y puede utilizarse para calcular la velocidad de propagación del fondo marino.

## En la ficción
En la serie Odisea espacial, de Arthur C. Clarke, los extraterrestres dejan una serie de monolitos para que los encuentren los humanos. Uno de ellos se encuentra cerca del cráter Tycho por su campo magnético anormalmente potente y recibe el nombre de Anomalía Magnética Tycho 1 (TMA-1). Uno en órbita alrededor de Júpiter recibe el nombre de TMA-2, y otro en la garganta de Olduvai se encuentra en 2513 y se denomina retroactivamente TMA-0 porque fue encontrado por primera vez por los humanos primitivos.

## Causas
- Inversión geomagnética
- Anomalía magnética de Kursk
- Detector de anomalías magnéticas
- Anomalía del Atlántico Sur

## Localización
1. ↑  «Geomagnetism Frequently Asked Questions». National Geophysical Data Center. Consultado el 21 de octubre de 2013.
2. 1 2 3 4 5 6 7 8 9 10  Mussett, Alan E.; Khan, M. Aftab (2000). «11. Magnetic surveying». Looking into the earth: an introduction to geological geophysics (1. publ., repr. edición). Cambridge: Cambridge Univ. Press. pp. 162-180. ISBN 0-521-78085-3.
3. 1 2 3 4 5 6 7 8 9  Telford, W. M.; L. P. Geldart; R. E. Sheriff (2001). «3. Magnetic methods». Applied geophysics (2nd, repr. edición). Cambridge: Cambridge Univ. Press. pp. 62-135. ISBN 0521339383.
4. ↑  Murray, Raymond C. (2004). Evidence from the earth: forensic geology and criminal investigation. Missoula (Mont.): Mountain press publ. company. pp. 162–163. ISBN 978-0-87842-498-6.
5. ↑  Dicati, Renato (2017). Stamping the Earth from Space. Springer. ISBN 9783319207568.
6. ↑  Purucker, Michael E.; Whaler, Kathryn A. «6. Crustal magnetism».  En Kono, M., ed. Geomagnetism. Treatise on Geophysics 5. Elsevier. p. 195–236. ISBN 978-0-444-52748-6.
7. ↑  Langel, Robert; Ousley, Gilbert; Berbert, John; Murphy, James; Settle, Mark (April 1982). «The MAGSAT mission». Geophysical Research Letters 9 (4): 243-245. Bibcode:1982GeoRL...9..243L. doi:10.1029/GL009i004p00243.
8. ↑  «The CHAMP mission». GFZ German Research Centre for Geosciences. Archivado desde el original el 19 de marzo de 2014. Consultado el 20 de marzo de 2014.
9. ↑  Reigber, Christoph, ed. (2005). Earth observation with CHAMP : results from three years in orbit (1st edición). Berlin: Springer. ISBN 9783540228042.
10. ↑  Staunting, Peter (1 de enero de 2008). «The Ørsted Satellite Project». Danish Meteorological Institute. Consultado el 20 de marzo de 2014.
11. ↑  «Swarm (Geomagnetic LEO Constellation)». eoPortal Directory. European Space Agency. Consultado el 20 de marzo de 2014.
12. ↑  Olsen, Nils; Stavros Kotsiaros (2011). «Magnetic Satellite Missions and Data». IAGA Special Sopron Book Series 5: 27-44. ISBN 978-90-481-9857-3. doi:10.1007/978-90-481-9858-0_2.
13. ↑  «Wayback Machine». web.archive.org. 20 de marzo de 2014. Archivado desde el original el 20 de marzo de 2014. Consultado el 30 de enero de 2023.
14. ↑  Talwani, M.; J. R. Heirtzler (1964). Computation of magnetic anomalies caused by two dimensional structures of arbitrary shape.
15. ↑  Kravchinsky, V. A.; D. Hnatyshin; B. Lysak; W. Alemie (2019). «Computation of magnetic anomalies caused by two dimensional structures of arbitrary shape: derivation and Matlab implementation». Geophysical Research Letters 46 (13): 7345-7351. Bibcode:2019GeoRL..46.7345K. S2CID 197572751. doi:10.1029/2019GL082767.
16. ↑  Merrill, Ronald T.; McElhinny, Michael W.; McFadden, Phillip L. (1996). The magnetic field of the earth : paleomagnetism, the core, and the deep mantle. San Diego: Acad. Press. pp. 172–185. ISBN 0124912451.
17. ↑  Turcotte, Donald L. (2014). Geodynamics. Cambridge University Press. pp. 34-39. ISBN 9781107006539.
18. ↑  Nelson, Thomas Allen (2000). Kubrick : inside a film artist's maze (New and expanded edición). Bloomington: Indiana University Press. p. 107. ISBN 9780253213907.

## Otras lecturas
- Constable, Catherine G.; Constable, Steven C. (2004). «Satellite Magnetic Field Measurements: Applications in Studying the Deep Earth».  En Sparks, Robert Stephen John; Hawkesworth, Christopher John, eds. The state of the planet frontiers and challenges in geophysics. Washington, DC: American Geophysical Union. pp. 147-159. ISBN 9781118666012.
- Hinze, William J.; Frese, Ralph R.B. von; Saad, Afif H. (2013). Gravity and magnetic exploration : principles, practices, and applications. Cambridge: Cambridge University Press. ISBN 9780521871013.
- Hinze, R. A. Langel, W. J. (2011). The magnetic field of the earth's lithosphere : the satellite perspective (1st pap. edición). Cambridge, U.K.: Cambridge University Press. ISBN 978-0521189644.
- Kearey, Philip; Brooks, Michael; Hill, Ian (16 de abril de 2013). «7. Magnetic surveying». An Introduction to Geophysical Exploration. John Wiley & Sons. ISBN 9781118698938.
- Maus, S.; Barckhausen, U.; Berkenbosch, H.; Bournas, N.; Brozena, J.; Childers, V.; Dostaler, F.; Fairhead, J. D.; Finn, C. et al. (August 2009). «EMAG2: A 2-arc min resolution Earth Magnetic Anomaly Grid compiled from satellite, airborne, and marine magnetic measurements». Geochemistry, Geophysics, Geosystems 10 (8): n/a. Bibcode:2009GGG....10.8005M. doi:10.1029/2009GC002471.